# 沙尔卡利沙瑞
沙尔卡利沙瑞 （约公元前2217年—约公元前2193年在位）（英語：Sharkalisharri）阿卡德国王。纳拉姆辛之子，尽管他大修神庙，然而面对游牧民族的叛乱最终导致他的失败。